# BL-Lacertae-Objekt
Ein BL-Lacertae-Objekt, auch kürzer BL-Lac-Objekt, ist einer der vielen Typen Aktiver Galaktischer Kerne (AGN). BL Lacs sind etwas lichtschwächer als Quasare und gehören zu den leuchtstärksten bekannten kosmischen Objekten. Astronomen bezeichnen sie (seltener) auch als Lacertiden. BL Lac-Objekte sind eng verwandt mit den Optically Violently Variables (OVV) die eine Unterklasse der Quasi Stellar Objects (QSOs) bilden.

## Entdeckung
Erstmals wurde 1929 von Cuno Hoffmeister ein solches Objekt im Sternbild Eidechse (Lacerta) entdeckt und als veränderlicher Stern mit der für diese Sternklasse üblichen Bezeichnung BL klassifiziert; es ergab sich die Bezeichnung BL Lacertae. Seine Helligkeitsvariationen waren irregulär. Erst viel später zeigte sich, dass es sich tatsächlich um ein extragalaktisches Objekt handelt, das nur sternartig erscheint. Oke und Gunn konnten 1974 aus dem Spektrum mithilfe des Doppler-Effekts die Entfernung zu knapp einer Milliarde Lichtjahre ableiten.
Im Jahr 1968 fand man bei Messungen mit einem Radioteleskop heraus, dass es sich bei diesem Objekt auch um eine starke Radioquelle handelt, die ebenfalls variabel ist. Gleichzeitig fand man mehrere andere Objekte dieses Typs, wobei sich die Besonderheiten dieser Objekte zeigten.

## Eigenschaften
BL-Lacertae-Objekte zeichnen sich insbesondere durch drei Eigenschaften aus:
- Kontinuierliches Spektrum ohne Linien

Bei der Beobachtung von Sternen wird in der Astrophysik normalerweise anhand der in ihrem Spektrum gefundenen Absorptions- und Emissionslinien etwas über ihre physikalische und chemische Beschaffenheit ausgesagt. Das Spektrum von BL Lac und anderer Objekte dieses Typs weist allerdings keine derartigen Linien auf und lässt somit auch keine Rückschlüsse auf die Zusammensetzung der Objekte zu.
Einzig ein kleiner Nebel um BL Lac ließ sich später spektroskopieren und stellte sich als eine Riesengalaxie heraus, der aufgrund ihrer Rotverschiebung von 0,0688 eine Entfernung von 800 Millionen Lichtjahren zugewiesen wurde. Also sind BL-Lacertae-Objekte – ähnlich wie die Quasare, die allerdings ein Linienspektrum aufweisen – so leuchtstark, dass sie eine ganze Galaxie überstrahlen können.
- Helligkeitsvariation im gesamten Spektrum

Alle bisher bekannten BL-Lac-Objekte weisen eine nicht periodisch veränderliche Leuchtkraft über ihr gesamtes Spektrum auf, wobei dieses Spektrum bisher nur durch die Möglichkeiten der Messung (vom Radio- bis in den Röntgenbereich) eingegrenzt werden kann. Diese Änderungen können in der Größenordnung von Stunden erfolgen und grenzen dadurch die Größe der BL-Lacertae-Objekte stark ein: sie können nicht größer sein als die Entfernung, die das Licht in dieser Zeit zurücklegt. Man muss daher davon ausgehen, dass es sich um sehr kompakte Objekte handelt, nicht größer als unser Sonnensystem.
- Polarisation des emittierten Lichts

Die von den BL Lac-Objekten emittierte Strahlung ist über das gesamte Spektrum stark (bis zu 20 %) polarisiert, wobei sowohl die Polarisation als auch die Helligkeit variabel ist.
- starke Blauhelligkeit und schwache optische Emissions- und Absorptionslinien

In Zeiten geringer Leuchtkraft lassen sich Emissionslinien beobachten, und deuten damit auf einen fehlenden Gastorus hin, was für elliptische Galaxien typisch ist. Der AGN-Typus BL Lac wird ausschließlich in Wirtsgalaxien des elliptischen Hubble-Typs beobachtet.

## Erklärungen
Ausgehend von den oben beschriebenen Eigenschaften konnte ein schlüssiges Modell zur Beschreibung der BL-Lac-Objekte gefunden werden: es handelt sich wie bei den Quasaren um massereiche Schwarze Löcher im Zentrum aktiver Galaxien. Aufgrund des nicht thermischen Spektrums und der deutlichen Polarisation kann es sich nicht um gewöhnliche Sterne handeln. Man geht heute davon aus, dass die Quelle der Strahlung relativistische Plasmaströme (Jets) sind, die kollimiert vom Zentrum des Objektes ausgestoßen werden. Die emittierte Strahlung hat die Eigenschaften einer Synchrotronstrahlung.
Ihre extrem hohe Leuchtkraft erhalten die BL-Lac-Objekte (wie auch die Quasare) nicht wie Sterne durch Kernfusion von Wasserstoff, Helium etc. zu schwereren Elementen, sondern durch Schwarze Löcher in ihrem Kern mit Massen, die das Milliardenfache der Sonne erreichen können. Die abgestrahlte Energie wird freigesetzt, wenn Materie von den Schwarzen Löchern angezogen wird und in sie hineinstürzt. Beim Absturz wird die Materie teilweise direkt in Energie umgewandelt, welche freigesetzt näherungsweise den Wert mc2 erreicht (mit der Lichtgeschwindigkeit c). Dadurch wird eine mehr als zehnfach höhere Menge an Energie freigesetzt, als wenn die gleiche Menge Materie im Sterninneren fusioniert würde. Zudem wird die Energie in viel kürzerer Zeit als die Lebensdauer von Sternen emittiert, was die Leuchtkraft zusätzlich drastisch verstärkt.
Einige BL-Lac-Objekte strahlen so stark, dass sie das gesamte Licht überstrahlen, das von der sie umgebenden Galaxie emittiert wird. Dadurch ist es bei diesen Objekten nicht möglich, aufgrund der Rotverschiebung der Galaxie eine Entfernung anzugeben.
Wie bei den Quasaren wird auch hier außerdem thermische Strahlung durch die Akkretionsscheibe emittiert, die ihr Maximum aber bei sehr kurzen Wellenlängen hat.

### Unterschied zu Quasaren
Für das Phänomen der BL-Lacs wäre eine mögliche Erklärung, dass der Synchrotronjet direkt auf unsere Beobachtungsrichtung ausgerichtet ist, und somit durch seine gewaltige Strahlung die Emissionslinien im Spektrum einfach überstrahlt. Durch das Fehlen der Emissionslinien ist es schwierig, die Rotverschiebung und somit die Entfernung zu ermitteln. Dies wird durch die Tatsache gestützt, dass während der Minima von BL-Lac-Objekten plötzlich Emissionslinien auftauchen, oder die Host Galaxie plötzlich beobachtbar wird, wie es Ende 2007 beim BL-Lac-Objekt S50716+714 geschehen ist. Dieses vereinheitlichte Modell favorisiert, dass es überhaupt nur eine Klasse von aktiven Galaxien gibt, es kommt lediglich auf den Blickwinkel an, aus dem diese Objekte beobachtet werden. Schauen wir direkt in den Jet (engl. „face on“, {\displaystyle i} = 0° oder {\displaystyle i} = 180°), handelt es sich um ein BL-Lacertae Objekt (keine Emissionslinien im Spektrum sichtbar), bei einem Blickwinkel schräg auf die Akkretionsscheibe (breite und schmale Emissionslinien sind beobachtbar) spricht man von einer Seyfertgalaxie Typ 1, und beim Blick auf die Kante (engl. „edge on“, {\displaystyle i} = 90°), wodurch die Akkretionsscheibe vom Staubtorus verdeckt wird (nur schmale Emissionslinien beobachtbar), sprechen wir von einer Seyfertgalaxie Typ 2.
Als Quasar oder QSO werden alle aktiven Galaxienkerne bezeichnet, deren absolute Helligkeit (die Helligkeit die das Objekt in einer Entfernung von 10 pc haben würde) über der Grenze von −23 m liegt (M > 23m). Bei allen Objekten darunter (M < −23 m) spricht man von einem AGN. 
Das Quasarphänomen (M > −23 m) tritt vermutlich nur bei jungen Galaxien auf, die noch viel interstellares Gas in der Zentralregion besitzen, mit dem das Schwarze Loch im Zentrum sozusagen gefüttert wird. Ist das Gas schließlich aufgebraucht, wird der aktive galaktische Kern (das Schwarze Loch) inaktiv, und die Galaxie wird zu einem ganz normalen Sternsystem, ähnlich unserer Milchstraße. Dies wäre auch eine Erklärung hierfür, dass die Quasare in großen Entfernungen (Vergangenheit) relativ häufig anzutreffen sind, in unserer näheren kosmischen Umgebung jedoch kaum. Möglicherweise ist es eine ganz normale Phase in der Entwicklung von Galaxien.